# Lori Williams
Lori Williams (geboren 23. März 1946 in Pittsburgh) ist eine amerikanische Filmschauspielerin und Tänzerin.

## Karriere
Williams war ausgebildete Schauspielerin und begann ihre Karriere mit Auftritten als Tänzerin in „Strand party“- und Elvis-Filmen, darunter Kissin' Cousins (1964). Russ Meyer wählte sie bei einem Casting für eine Rolle in seinem Sexploitationfilm „Faster, Pussycat! Kill! Kill!“ (dt.:„Die Satansweiber von Tittfield“) aus. Beide Seiten zögerten vor dem Engagement: Williams schreckte Meyers Ruf als Softporno-Regisseur ab, für Meyer war sie zunächst nicht drall genug. Er suchte jedoch eine Schauspielerin für eine Rolle, die einen Gegensatz zu den beiden anderen Hauptdarstellerinnen Tura Satana und Haji bilden sollte und entschied sich schließlich für sie. Die Atmosphäre bei den Dreharbeiten empfand sie als sehr gut, sie freundete sich mit Susan Bernard an. Beim Dreh lernte sie Autofahren und tanzte zum ersten Mal auf dem Tresen einer Bar. Einige Szenen empfand sie als zu affektiert und kitschig, so sollte sie sich beim Dreh auf einen Porsche legen. Meyer, den sie als Vaterfigur empfand, legte ihr aber nahe, ihre Aversion zu überwinden, was sie auch tat. Im Rückblick hält sie Meyers Entscheidungen für richtig, die Überzeichnungen machten den Film später erfolgreich.

„When I see that movie now, I see all the characters as comic book come to life. I would have lines laying atop the Porsche. Nobody does that. I fought Russ on that. I had studied serious acting. Why don't I just talk? He said, ‚You don't understand, this is a cartoon, this is a camp, exaggerate it, be corny.‘ And he was right.“

„Aus heutiger Sicht empfinde ich diese Charaktere als lebendig gewordene Comicfiguren. Ich hatte Szenen, in denen ich auf dem Porsche lag. Niemand tut so etwas. Ich habe mich mit Russ darüber gestritten. Ich hatte ernsthaftes Schauspiel studiert. Warum spreche ich nicht einfach nur? Er sagte: ‚Du verstehst nicht, das ist ein Cartoon, das ist Kitsch, übertreibe, sei kitschig.‘ Und er hatte recht.“

## Weitere Laufbahn
Nach dem Dreh mit Meyer ging sie nach Las Vegas und arbeitete als Tänzerin im Caesars Palace. Meyer versuchte, sie für eine Rolle im Film Blumen ohne Duft zu gewinnen, sie lehnte aufgrund anderer Aufträge aber ab. Sie drehte zunächst einige Filme in Italien und kehrte in den 1970er Jahren in die USA zurück, wo sie Rollen in einigen Folgen von Drei Engel für Charlie übernahm. In einer Filmversion dieser Serie erkannte sie Elemente der Comic-Ästhetik und der feministischen Botschaft von „Faster, Pussycat...“. Mit 32 Jahren bekam sie aufgrund ihres Alters Schwierigkeiten, engagiert zu werden, und assistierte beim Casting in den Universal-Filmstudios. Sie arbeitete auch als Grundstücksmaklerin in Südkalifornien.
2005 trat sie in der Dokumentation Go, Pussycat, Go! über die Entstehung von Faster, Pussycat... auf.

## Filmografie (Auswahl)
- 1965: The Incredible Sex Revolution
- 1965: A Swingin’ Summer
- 1965: Die Satansweiber von Tittfield
- 1967: Alles dreht sich um Bikinis
- 1969: Love, American Style
- 2005: Go, Pussycat, Go!